# Håknäs
Håknäs is een plaats in de gemeente Nordmaling in het landschap Ångermanland en de provincie Västerbottens län in Zweden. De plaats heeft 105 inwoners (2005) en een oppervlakte van 24 hectare.